# Érzelem
Az érzelem olyan szubjektív állapot, amely a környezetünk fontos változására adott reakcióként fogható fel, ami a további viselkedést meghatározza. Az érzelmek központi szerepet játszanak a viselkedésben, gondolkodásban, emiatt több diszciplína (pszichológia, biológia, idegtudomány, filozófia) kitüntetett területének számít tanulmányozásuk.
Az érzelem szó a legtöbb indoeurópai nyelvben a latin emovere szóból ered, amely az e- (kifelé, ki-) és movere (mozog) szó összetétele. A magyar érzelem kifejezés az érez igéből származik, amit a nyelvújításkor vezettek be a német Gefühl szó használata helyett. A szó a belső történések jelölésre szolgált. A magyar érzelem kifejezés jelentése a modern pszichológiában leginkább a latin eredetű szóhoz köthető.
Az érzelem a hangulathoz sok tekintetben hasonló fogalom, mégis jól elkülöníthető a kettő.
Az érzelmet szokás szembeállítani az értelemmel. Az érzelmek elszabadulásának lehetnek nemkívánatos következményei, ezért az emberek igyekeznek érzelmeiken uralkodni, és az értelem uralmát fenntartani.

## Az érzelmek kutatásának története

### Arisztotelész
Az érzelmekről már az ókori görögök is alkottak elképzeléseket. Arisztotelész a Retorikában és Poétikában beszél az érzelmekről. A gondolkodás által megérthetőnek gondolja az érzelmeket, leírásokat is adott az érzelmekre. Arisztotelész szerint az érzelmek központi szerepet játszanak a művészet és a drámák megértésében, a katharszisz esztétikai koncepciója is az érzelmek pontosabb megértésére és ezáltal azok tisztázására helyezi a hangsúlyt.

### Sztoikusok
Az ókori sztoikus filozófusok szerint a jó élet alapja az érzelmek feletti kontroll.

### René Descartes
Descartes A lélek szenvedélyei című munkájában foglalkozott az érzelmekkel. Descartes leírta az alapérzelmeket (csodálkozás, szeretet, gyűlölet, vágy, öröm, bánat), úgy vélte, a komplexebb érzelmek (pl. féltékenység) ezek kombinációjából állnak. A szervezet gondolkodó részéhez(tobozmirigy) kötötte az érzelmeket, és feltételezte, hogy sok esetben hasznosak az érzelmek az ember életében, főként, abban, hogy irányítják a gondolkodásunkat.

### Baruch Spinoza
Baruch Spinoza németalföldi filozófus is fontos szerepet játszott az érzelmekről való gondolkodásban. Arisztotelészhez hasonlóan fontosnak és lehetségesnek tartotta az érzelmek megértését. Úgy vélte, hogy az emberiség saját korlátait az érzelmek jobb megértésével és uralásával haladhatja meg. 

### Charles Darwin
Charles Darwin munkássága az érzelmekről új aspektusokkal gazdagította a modern gondolkodást. Darwin haszontalan csökevényeknek tekintette az érzelmeket, úgy vélte, hogy az evolúciós múlt jeleiként maradtak az ember viselkedésrepertoárjában az érzelmek. Darwin párhuzamot vont az emberek és állatok érzelemkifejezése között.  „Észrevétlenül és nem is tudatosan rájöttem, hogy a megfigyelés és logikus gondolkodás öröme sokkal magasabb rendű a sportban elért sikerek öröménél.”  1872-ben írta Érzelemkifejezésekről könyvét. „Úgy látszik, az agyam... az adatok halmazából általános törvényeket őröl... A magasabb rendű esztétikai élvezet megszűnése boldogságvesztést is jelent... gyengíti természetünk érzelmi részét.” 

### Boldogságról
Seligman, M.E.P. egy munkatársával igazolta, hogy a tanult tehetetlenség (hiába ügyködsz, nem javul!) rákkeltő a patkánynál.  A derűt /optimizmust sikerrel tanította kutyáknak. Azok minden helyzetben törekedtek menekülni a bajból.  Flow: Seligman, Fowler és Csíkszentmihályi fogalmazták meg a pozitív pszichológia tudományos irányzatát 1998.01. első hetében. 

### Nico Frijda
Nico Frijda munkássága bemutatta, hogy az érzelem egy időben is elhúzódó folyamat, amit információ-feldolgozási fogalmakkal irt le. Az inger után hét lépést irt le: Elemzés (besoroljuk az eseményt egy már általunk ismert esemény kategóriába), Összehasonlítás (Felmérjük hogy releváns vagy irreleváns az érzelem), Diagnózis (Felmérjük, hogy mit tudunk tenni a helyzettel kapcsolatban.), Értékelés (Eldöntjük mennyire sürgős a probléma.), Cselekvéskészség (Cselekvési tervet alakítunk ki.), Fiziológiai változás (Élettani változás), Akció (Válasz).

## Modern elméletek

### Szomatikus elméletek
Antonio Damasio, portugál neurológus/ideggyógyász, fogalmazta meg a szomatikus marker/testi jelző feltevést. Az agyvérzés vagy más sérülés gátolhat érzelmi folyamatokat. Ennek következtében a beteg képtelen dönteni. Képtelen együtt érezni mással. A döntés – érzelmi alapú. A kártyás kísérletben a sérült nem kerüli a veszélyes paklit, csak az egészséges. A szomatikus marker – „zsigerből” jön. Megérezzük a veszélyt, mielőtt még tudnánk róla.

#### James-Lange elmélet
William James amerikai pszichológus és Carl Lange dán fiziológus egy időben mutatta be érzelem-elméletét, amelynek alapja az a feltevés, hogy testi eredetű érzések okozzák az érzelmeket. Elméletüket manapság a pszichológiában James–Lange-érzelemelméletként hivatkozzák. Az elmélet szerint a környezetben felismert változások automatikusan különböző testi változásokhoz vezetnek, és ezek későbbi értelmezése ad címkét a testi állapotnak. „Azért vagyunk szomorúak, mert sírunk, azért vagyunk dühösek, mert támadunk, azért félünk, mert reszketünk.” – írta William James. Noha az elmélet erősen intuíció-ellenes és ellentmond a hétköznapi elképzeléseknek (t.i. sokan úgy gondolják, azért sírunk, mert szomorúak vagyunk), többféle kísérleti támogatást kapott a 20. század második felében. 
Az érzelmek kialakulásának első lépése a környezet változása James szerint – ez az elképzelés a további érzelem-elméletekben is fontos szerepet kapott. A második lépés az, hogy a környezet változására (pl: feltűnik egy medve az erdőben), automatikus testi változások jelennek meg (pl. izmaink megfeszülnek, és futni kezdünk, gyorsabban kapkodjuk a levegőt).
Az érzelmek egyik legjellemzőbb tulajdonságai James szerint, hogy erősen testiek, az autonóm idegrendszer folyamatain keresztül nyilvánulnak meg. A testi folyamatokba sok minden beletartozhat: szájszárazság, hevesebb szívverés, a gyomor összehúzódása, stb.
James óta ez feltételezés az érzelmekről való hétköznapi tudásunknak is része lett.

## Egyéb
Az, hogy az érzelmek testi állapotokkal kapcsolódnak össze, a hazugságvizsgálat alapja, ugyanis bizonyos, a vizsgált személy számára erősen jelentésteli szavak (pl. kés) kiváltják a szívritmus, a légzés vagy a galvános bőrreakció változásait. Ezek alapszinthez való változása tájékoztathat arról, hogy a személy a bűneset részese volt.
Az érzelmeket újabban az ember-gép kapcsolat tervezésében is figyelembe veszik. 
Az érzelem szinonimájaként a régebbi szakirodalomban megjelenhet az emóció is, amit eredetileg a cselekvés elindítójaként jelöltek. Az összemosódás Fridja N. H. 2008-as cikke után terjedt el, mivel mindkét szó egy olyan folyamatot jelöl ahol viselkedésünk feletti gondolatokon a kontrollt átveszik más folyamatok.